# گمشدگان اقیانوس
گمشدگان اقیانوس با نام اصلی معشوقه آقای برانیکان(به فرانسوی: Mistress Branican) رمانی است ماجراجویانه که در سال ۱۸۹۱ توسط ژول ورن نوشته شده است.